# Saposoa (distrito)
Saposoa é um distrito do Peru, departamento de San Martín, localizada na província de Huallaga.

## Transporte
O distrito de Saposoa é servido pela seguinte rodovia:
- SM-103, que liga o distrito à cidade de Sacanche[1][2][3]